# Eureka (Wisconsin)
Eureka es un pueblo ubicado en el condado de Polk en el estado estadounidense de Wisconsin. En el Censo de 2010 tenía una población de 1.649 habitantes y una densidad poblacional de 11,62 personas por km².

## Geografía
Eureka se encuentra ubicado en las coordenadas 45°31′6″N 92°36′31″O / 45.51833, -92.60861. Según la Oficina del Censo de los Estados Unidos, Eureka tiene una superficie total de 141.87 km², de la cual 138.87 km² corresponden a tierra firme y (2.12%) 3 km² es agua.

## Demografía
Según el censo de 2010, había 1.649 personas residiendo en Eureka. La densidad de población era de 11,62 hab./km². De los 1.649 habitantes, Eureka estaba compuesto por el 98.06% blancos, el 0.12% eran afroamericanos, el 0.55% eran amerindios, el 0.12% eran asiáticos, el 0% eran isleños del Pacífico, el 0.18% eran de otras razas y el 0.97% pertenecían a dos o más razas. Del total de la población el 0.67% eran hispanos o latinos de cualquier raza.